# Gran Premio motociclistico del Sudafrica 2002
Il Gran Premio motociclistico del Sudafrica 2002 corso il 21 aprile, è stato il secondo Gran Premio della stagione 2002 del motomondiale e ha visto vincere la Honda di Tōru Ukawa in MotoGP, Marco Melandri nella classe 250 e Manuel Poggiali nella classe 125.
Per il pilota giapponese Ukawa si tratta della prima vittoria nella classe regina.

## MotoGP

### Arrivati al traguardo
| Pos. | Nº | Pilota                   | Squadra                    | Motocicletta    | Giri | Tempo     | Griglia | Punti |
| ---- | -- | ------------------------ | -------------------------- | --------------- | ---- | --------- | ------- | ----- |
| 1º   | 11 | Tōru Ukawa               | Repsol Honda               | Honda RC211V    | 28   | 44:39.467 | 3       | 25    |
| 2º   | 46 | Valentino Rossi          | Repsol Honda               | Honda RC211V    | 28   | +0.932    | 1       | 20    |
| 3º   | 65 | Loris Capirossi          | West Honda Pons            | Honda NSR500    | 28   | +8.259    | 2       | 16    |
| 4º   | 74 | Daijirō Katō             | Fortuna Honda Gresini      | Honda NSR500    | 28   | +26.962   | 14      | 13    |
| 5º   | 7  | Carlos Checa             | Marlboro Yamaha            | Yamaha YZR-M1   | 28   | +27.227   | 7       | 11    |
| 6º   | 19 | Olivier Jacque           | Gauloises Yamaha Tech 3    | Yamaha YZR500   | 28   | +27.889   | 9       | 10    |
| 7º   | 6  | Norick Abe               | Antena 3 Yamaha d'Antín    | Yamaha YZR500   | 28   | +30.215   | 15      | 9     |
| 8º   | 56 | Shin'ya Nakano           | Gauloises Yamaha Tech 3    | Yamaha YZR500   | 28   | +30.781   | 8       | 8     |
| 9º   | 3  | Max Biaggi               | Marlboro Yamaha            | Yamaha YZR-M1   | 28   | +43.796   | 4       | 7     |
| 10º  | 8  | Garry McCoy              | Red Bull Yamaha WCM        | Yamaha YZR500   | 28   | +45.501   | 5       | 6     |
| 11º  | 17 | Jurgen van den Goorbergh | Kanemoto Racing            | Honda NSR500    | 28   | +1:06.938 | 12      | 5     |
| 12º  | 31 | Tetsuya Harada           | Pramac Honda Racing        | Honda NSR500    | 28   | +1:19.560 | 19      | 4     |
| 13º  | 20 | Pere Riba                | Antena 3 Yamaha d'Antín    | Yamaha YZR500   | 28   | +1:19.857 | 20      | 3     |
| 14º  | 21 | John Hopkins             | Red Bull Yamaha WCM        | Yamaha YZR500   | 28   | +1:31.519 | 17      | 2     |
| 15º  | 55 | Régis Laconi             | MS Aprilia Racing          | Aprilia RS Cube | 28   | +1:32.725 | 18      | 1     |
| 16º  | 15 | Sete Gibernau            | Telefonica Movistar Suzuki | Suzuki GSV-R    | 27   | +1 giro   | 10      |       |

### Ritirati
| Nº | Pilota            | Squadra                    | Motocicletta | Giri | Griglia |
| -- | ----------------- | -------------------------- | ------------ | ---- | ------- |
| 4  | Alex Barros       | West Honda Pons            | Honda NSR500 | 26   | 13      |
| 10 | Kenny Roberts Jr  | Telefonica Movistar Suzuki | Suzuki GSV-R | 9    | 6       |
| 9  | Nobuatsu Aoki     | Proton Team KR             | Proton KR3   | 7    | 11      |
| 99 | Jeremy McWilliams | Proton Team KR             | Proton KR3   | 5    | 16      |

## Classe 250

### Arrivati al traguardo
| Pos. | Nº | Pilota            | Squadra                        | Motocicletta | Giri | Tempo     | Griglia | Punti |
| ---- | -- | ----------------- | ------------------------------ | ------------ | ---- | --------- | ------- | ----- |
| 1º   | 3  | Marco Melandri    | MS Aprilia Racing              | Aprilia      | 26   | 42:52.922 | 2       | 25    |
| 2º   | 21 | Franco Battaini   | Imola Circuit Exalt Cycle Race | Aprilia      | 26   | +2.962    | 1       | 20    |
| 3º   | 10 | Fonsi Nieto       | Telefonica Movistar-Repsol     | Aprilia      | 26   | +5.213    | 5       | 16    |
| 4º   | 4  | Roberto Rolfo     | Fortuna Honda Gresini          | Honda        | 26   | +6.290    | 3       | 13    |
| 5º   | 15 | Roberto Locatelli | Tu Racing                      | Aprilia      | 26   | +6.675    | 7       | 11    |
| 6º   | 17 | Randy de Puniet   | Campetella Racing              | Aprilia      | 26   | +8.102    | 4       | 10    |
| 7º   | 7  | Emilio Alzamora   | Fortuna Honda Gresini          | Honda        | 26   | +22.571   | 11      | 9     |
| 8º   | 9  | Sebastián Porto   | Petronas Sprinta Yamaha TVK    | Yamaha       | 26   | +24.171   | 12      | 8     |
| 9º   | 6  | Alex Debón        | Campetella Racing              | Aprilia      | 26   | +28.161   | 9       | 7     |
| 10º  | 42 | David Checa       | Safilo Oxydo Race LCR          | Aprilia      | 26   | +36.261   | 14      | 6     |
| 11º  | 8  | Naoki Matsudo     | Dark Dog Yamaha Kurz           | Yamaha       | 26   | +47.211   | 10      | 5     |
| 12º  | 12 | Jason Vincent     | Cibertel Honda BQR             | Honda        | 26   | +47.886   | 22      | 4     |
| 13º  | 11 | Haruchika Aoki    | DeGraaf Grand Prix             | Honda        | 26   | +53.106   | 13      | 3     |
| 14º  | 28 | Dirk Heidolf      | Aprilia Germany                | Aprilia      | 26   | +1:02.767 | 20      | 2     |
| 15º  | 19 | Leon Haslam       | Cibertel Honda BQR             | Honda        | 26   | +1:04.093 | 18      | 1     |
| 16º  | 24 | Toni Elías        | Telefonica Movistar-Repsol     | Aprilia      | 26   | +1:13.435 | 15      |       |
| 17º  | 41 | Jarno Janssen     | DeGraaf Grand Prix             | Honda        | 25   | +1 giro   | 24      |       |

### Ritirati
| Nº | Pilota           | Squadra                     | Motocicletta | Giri | Griglia |
| -- | ---------------- | --------------------------- | ------------ | ---- | ------- |
| 32 | Héctor Faubel    | RFME Equipo Nacional        | Aprilia      | 25   | 17      |
| 18 | Shahrol Yuzy     | Petronas Sprinta Yamaha TVK | Yamaha       | 25   | 16      |
| 22 | Raúl Jara        | RFME Equipo Nacional        | Aprilia      | 9    | 6       |
| 27 | Casey Stoner     | Safilo Oxydo Race LCR       | Aprilia      | 2    | 8       |
| 51 | Hugo Marchand    | Equipe de France - Scrab GP | Aprilia      | 1    | 23      |
| 25 | Vincent Philippe | Equipe de France - Scrab GP | Aprilia      | 1    | 21      |
| 76 | Tarō Sekiguchi   | Dark Dog Yamaha Kurz        | Yamaha       | 0    | 19      |

## Classe 125

### Arrivati al traguardo
| Pos. | Nº | Pilota           | Squadra                        | Motocicletta | Giri | Tempo     | Griglia | Punti |
| ---- | -- | ---------------- | ------------------------------ | ------------ | ---- | --------- | ------- | ----- |
| 1º   | 1  | Manuel Poggiali  | Gilera Racing                  | Gilera       | 24   | 41:26.120 | 2       | 25    |
| 2º   | 21 | Arnaud Vincent   | Imola Circuit Exalt Cycle Race | Aprilia      | 24   | +0.270    | 4       | 20    |
| 3º   | 26 | Daniel Pedrosa   | Telefonica Movistar jnr        | Honda        | 24   | +0.826    | 1       | 16    |
| 4º   | 17 | Steve Jenkner    | UGT 3000 - Abruzzo             | Aprilia      | 24   | +1.098    | 6       | 13    |
| 5º   | 22 | Pablo Nieto      | Master-Aspar                   | Aprilia      | 24   | +1.187    | 3       | 11    |
| 6º   | 15 | Alex De Angelis  | Safilo Oxydo Race LCR          | Aprilia      | 24   | +1.583    | 12      | 10    |
| 7º   | 23 | Gino Borsoi      | UGT 3000 - Abruzzo             | Aprilia      | 24   | +1.830    | 8       | 9     |
| 8º   | 16 | Simone Sanna     | Tu Racing                      | Aprilia      | 24   | +12.839   | 16      | 8     |
| 9º   | 5  | Masao Azuma      | Tribe by Breil                 | Honda        | 24   | +13.942   | 11      | 7     |
| 10º  | 34 | Andrea Dovizioso | Scot Racing                    | Honda        | 24   | +19.201   | 14      | 6     |
| 11º  | 9  | Noboru Ueda      | Semprucci Angaia Racing        | Honda        | 24   | +19.210   | 15      | 5     |
| 12º  | 36 | Mika Kallio      | Red Devil Honda                | Honda        | 24   | +39.207   | 19      | 4     |
| 13º  | 11 | Max Sabbatani    | Bossini Sterilgarda Racing     | Aprilia      | 24   | +46.560   | 22      | 3     |
| 14º  | 50 | Andrea Ballerini | FCC - TSR                      | Honda        | 24   | +53.710   | 27      | 2     |
| 15º  | 84 | Michel Fabrizio  | Team Italia                    | Gilera       | 24   | +53.868   | 25      | 1     |
| 16º  | 6  | Mirko Giansanti  | Scot Racing                    | Honda        | 24   | +54.001   | 21      |       |
| 17º  | 31 | Mattia Angeloni  | Team Italia                    | Gilera       | 24   | +54.739   | 31      |       |
| 18º  | 8  | Gábor Talmácsi   | Italjet Racing Service         | Italjet      | 24   | +54.886   | 23      |       |
| 19º  | 10 | Jarno Müller     | PEV Moto ADAC Sachsen          | Honda        | 24   | +54.919   | 18      |       |
| 20º  | 19 | Alex Baldolini   | UGT 3000 - Abruzzo             | Aprilia      | 24   | +1:07.871 | 29      |       |
| 21º  | 57 | Chaz Davies      | CWF - Matteoni Racing          | Aprilia      | 24   | +1:08.217 | 30      |       |
| 22º  | 33 | Stefano Bianco   | Bossini Sterilgarda Racing     | Aprilia      | 24   | +1:15.825 | 10      |       |
| 23º  | 20 | Imre Tóth        | Semprucci Angaia Racing        | Honda        | 24   | +1:36.139 | 32      |       |
| 24º  | 7  | Stefano Perugini | Italjet Racing Service         | Italjet      | 24   | +1:43.455 | 24      |       |

### Ritirati
| Nº | Pilota            | Squadra                  | Motocicletta | Giri | Griglia |
| -- | ----------------- | ------------------------ | ------------ | ---- | ------- |
| 47 | Ángel Rodríguez   | Master-Aspar             | Aprilia      | 11   | 7       |
| 39 | Jaroslav Huleš    | CWF - Matteoni Racing    | Aprilia      | 6    | 9       |
| 12 | Klaus Nöhles      | PEV Moto ADAC Sachsen    | Honda        | 0    | 28      |
| 18 | Jakub Smrž        | Elit Grand Prix          | Honda        | 0    | 20      |
| 25 | Joan Olivé        | Telefonica Movistar jnr  | Honda        | 0    | 13      |
| 4  | Lucio Cecchinello | Safilo Oxydo Race LCR    | Aprilia      | 0    | 5       |
| 41 | Yōichi Ui         | Caja Madrid Derbi Racing | Derbi        | 0    | 17      |

### Non partito
| Nº | Pilota         | Squadra      | Motocicletta | Griglia |
| -- | -------------- | ------------ | ------------ | ------- |
| 80 | Héctor Barberá | Master Aspar | Aprilia      | 26      |